# (51983) Hönig
(51983) Hönig – planetoida z pasa głównego asteroid okrążająca Słońce w ciągu 7 lat i 327 dni w średniej odległości 3,96 j.a. Została odkryta 19 września 2001 roku przez Charlesa Juelsa i Paulo R. Holvorcema w obserwatorium astronomicznym w Fountain Hills. Nazwa planetoidy pochodzi od Sebastiana F. Höniga (ur. 1978), odkrywcy 27 komet muskających Słońce w programach SOHO i NEAT oraz komety C/2002 O4. Przed jej nadaniem planetoida nosiła oznaczenie tymczasowe (51983) 2001 SZ8.